# Sammlung Peter C. Ruppert
Die Sammlung Peter C. Ruppert – Konkrete Kunst in Europa nach 1945 befindet sich seit 2002 im Museum im Kulturspeicher in Würzburg.
Die Sammlung wurde zunächst durch Peter C. Ruppert (1935–2019) und später gemeinsam mit seiner Frau Rosemarie zusammengetragen. Sie umfasst rund 400 Werke von Künstlern der Konstruktiven/Konkreten Kunst ab dem Ende des Zweiten Weltkriegs aus nahezu allen Teilen Europas, darunter Hans Arp, Max Bill, Anthony Caro, Günter Fruhtrunk, Auguste Herbin, Richard Paul Lohse, François Morellet, Bridget Riley und Victor Vasarely. Schwerpunkte der Sammlung liegen auf der Schweiz nach 1945 und auf der „Abstraction Géométrique“ in Paris.
Als weitere Besonderheiten innerhalb der Sammlung gelten die Gruppe von Werken Konkreter Künstler aus Großbritannien (unter anderen Barbara Hepworth und Ben Nicholson) sowie die Abteilung Konkreter Fotografie (mit Werken z. B. von Kilian Breier, Heinz Hajek-Halke, Heinrich Heidersberger, Gottfried Jäger, Peter Keetman und Otto Steinert). Etwa 250 Künstler aus 23  europäischen Ländern sind mit exemplarischen Werken erfasst. Keines dieser Werke orientiert sich am Abbild der Wirklichkeit. Die Kunstwerke sind aufgebaut auf den bildnerischen Mitteln Farbe, Form, Linie, Hell-Dunkel, Licht und Bewegung. Vielfach bedienen sich die Künstler der Geometrie oder anderer mathematischer Verfahren, um der gesehenen Wirklichkeit eine eigene, künstlerisch autonome gegenüberzustellen.
Seit der Museumsgründung 2002 steht die Sammlung unter der Schirmherrschaft des jeweiligen Generalsekretärs des Europarates, seit 2019 ist dies Marija Pejčinović Burić. Die Sammlung ist nicht abgeschlossen. Aktuelle Strömungen sowie noch fehlende künstlerische Positionen nach 1945 werden ergänzt.